# Borgomanero
Borgomanero es un comune y localidad italiana de la provincia de Novara, en la región de Piamonte. Cuenta con una población de 21 305 habitantes.

## Demografía
| Gráfica de evolución demográfica de Borgomanero entre 1861 y 2001 |
|                                                                   |
| Fuente ISTAT - elaboración gráfica de Wikipedia                   |